# Chinesische Mannschaftsmeisterschaft im Schach 2015
Die Chinesische Mannschaftsmeisterschaft im Schach 2015 war die elfte Austragung dieses Wettbewerbes. Meister wurde die Mannschaft von Beijing North Olympic, während sich der Titelverteidiger Jiangsu Green Sheep Springs mit dem sechsten Platz begnügen musste. Aus der Division B aufgestiegen war die Mannschaft von Hangzhou aufgestiegen, die den Klassenerhalt erreichte. Rein sportlich wären Hebei Sports Lottery und Chengdu bud team abgestiegen, allerdings wurde Chengdu 2016 erneut in der Liga zugelassen.
Zu den gemeldeten Mannschaftskadern siehe Mannschaftskader der Chinesischen Mannschaftsmeisterschaft im Schach 2015.

## Modus
Die zwölf Mannschaften bestritten ein doppeltes Rundenturnier. Über die Platzierungen entschied zunächst die Anzahl der Mannschaftspunkte (zwei Punkte für einen Sieg, ein Punkt für ein Unentschieden, kein Punkt für eine Niederlage), anschließend die Anzahl der Brettpunkte (ein Punkt für einen Sieg, ein halber Punkt für ein Remis, kein Punkt für eine Niederlage).

## Termine und Spielorte
Die Wettkämpfe fanden statt vom 10. bis 13. April, 4. bis 6. Juni, 24. bis 27. Juli, 20. bis 23. August, 28. bis 30. Oktober und 8. bis 11. Dezember. Die ersten vier und die letzten vier Runden wurden in Shenzhen gespielt, die Runden 5 bis 7 in Qingdao, die Runden 8 bis 11 in Shanghai, die Runden 12 bis 15 in Zhejiang und die Runden 16 bis 18 in Hangzhou.

## Saisonverlauf
Sowohl im Titelkampf als auch im Abstiegskampf fiel die Entscheidung erst in der letzten Runde.

## Abschlusstabelle
| Pl. | Verein                             | Sp | G  | U  | V  | MP    | Brett-P.  |
| --- | ---------------------------------- | -- | -- | -- | -- | ----- | --------- |
| 01. | Beijing North Olympics             | 22 | 16 | 3  | 3  | 35:9  | 69,5:40,5 |
| 02. | Chongqing                          | 22 | 15 | 4  | 3  | 34:10 | 71,0:39,0 |
| 03. | Tianjin Chunhua campus             | 22 | 11 | 10 | 1  | 32:12 | 67,0:43,0 |
| 04. | Shanghai Jianqiao University       | 22 | 15 | 1  | 6  | 31:13 | 68,0:42,0 |
| 05. | Hangzhou (N)                       | 22 | 8  | 9  | 5  | 25:19 | 57,0:53,0 |
| 06. | Jiangsu Green Sheep Springs (M)    | 22 | 9  | 4  | 9  | 22:22 | 57,0:53,0 |
| 07. | Shandong Jingzhi wine              | 22 | 7  | 3  | 12 | 17:27 | 48,5:61,5 |
| 08. | Zhejiang                           | 22 | 7  | 2  | 13 | 16:28 | 53,0:57,0 |
| 09. | Guangdong Shenzhen Dapeng Fortress | 22 | 7  | 2  | 13 | 16:28 | 46,5:63,5 |
| 10. | Qingdao School                     | 22 | 5  | 4  | 13 | 14:30 | 46,5:63,5 |
| 11. | Hebei Sports lottery               | 22 | 5  | 3  | 14 | 13:31 | 39,0:71,0 |
| 12. | Chengdu bud team                   | 22 | 3  | 3  | 16 | 9:35  | 37,0:73,0 |

## Entscheidungen
|     | Chinesischer Mannschaftsmeister: Beijing North Olympic |
|     | Absteiger in die Division B: Hebei Sports Lottery      |
| (M) | Meister der letzten Saison                             |
| (N) | Aufsteiger der letzten Saison                          |

## Kreuztabelle
| Ergebnisse | Ergebnisse                         | 01. | 01. | 02. | 02. | 03. | 03. | 04. | 04. | 05. | 05. | 06. | 06. | 07. | 07. | 08. | 08. | 09. | 09. | 10. | 10. | 11. | 11. | 12. | 12. |
| ---------- | ---------------------------------- | --- | --- | --- | --- | --- | --- | --- | --- | --- | --- | --- | --- | --- | --- | --- | --- | --- | --- | --- | --- | --- | --- | --- | --- |
| 01.        | Beijing North Olympic              |     |     | 3   | 1½  | 2½  | 1½  | 3   | 1½  | 2½  | 2½  | 3   | 3   | 4½  | 4   | 3½  | 5   | 3½  | 4½  | 4   | 3½  | 3½  | 3½  | 3   | 3   |
| 02.        | Chongqing                          | 2   | 3½  |     |     | 1½  | 2½  | 3   | 1½  | 3½  | 2½  | 2½  | 3   | 2½  | 4½  | 3   | 3½  | 3½  | 3½  | 4   | 3½  | 4½  | 4½  | 5   | 3½  |
| 03.        | Tianjin Chunhua campus             | 2½  | 3½  | 3½  | 2½  |     |     | 2   | 2½  | 2½  | 2½  | 2½  | 4   | 3   | 2½  | 2½  | 3   | 3½  | 2½  | 3   | 4½  | 3½  | 2½  | 4½  | 4   |
| 04.        | Shanghai Jianqiao University       | 2   | 3½  | 2   | 3½  | 3   | 2½  |     |     | 4   | 1   | 3   | 2   | 3   | 4   | 3½  | 1½  | 4½  | 4½  | 3   | 4   | 4   | 2   | 3½  | 4   |
| 05.        | Hangzhou                           | 2½  | 2½  | 1½  | 2½  | 2½  | 2½  | 1   | 4   |     |     | 2½  | 1½  | 1½  | 3½  | 4   | 3   | 3   | 3   | 2   | 3   | 2½  | 3½  | 2½  | 2½  |
| 06.        | Jiangsu Green Sheep Springs        | 2   | 2   | 2½  | 2   | 2½  | 1   | 2   | 3   | 2½  | 3½  |     |     | ½   | 3½  | 2   | 3   | 3   | 2   | 2   | 2½  | 4½  | 3½  | 4   | 3½  |
| 07.        | Sjhandong Jingzhi wine             | ½   | 1   | 2½  | ½   | 2   | 2½  | 2   | 1   | 3½  | 1½  | 4½  | 1½  |     |     | 3   | 1½  | 1½  | 4   | 2½  | 3   | 2   | 1½  | 3½  | 3   |
| 08.        | Zhejiang                           | 1½  | 0   | 2   | 1½  | 2½  | 2   | 1½  | 3½  | 1   | 2   | 3   | 2   | 2   | 3½  |     |     | 3½  | 2   | 4½  | 2½  | 4½  | 2   | 4   | 2   |
| 09.        | Guangdong Shenzhen Dapeng Fortress | 1½  | ½   | 1½  | 1½  | 1½  | 2½  | ½   | ½   | 2   | 2   | 2   | 3   | 3½  | 1   | 1½  | 3   |     |     | 3½  | 2½  | 4   | 3   | 1½  | 4   |
| 10.        | Qingdao School                     | 1   | 1½  | 1   | 1½  | 2   | ½   | 2   | 1   | 3   | 2   | 3   | 2½  | 2½  | 2   | ½   | 2½  | 1½  | 2½  |     |     | 4½  | 2   | 4   | 3½  |
| 11.        | Hebei Sports Lottery               | 1½  | 1½  | ½   | ½   | 1½  | 2½  | 1   | 3   | 2½  | 1½  | ½   | 1½  | 3   | 3½  | ½   | 3   | 1   | 2   | ½   | 3   |     |     | 2½  | 2   |
| 12.        | Chengdu bud team                   | 2   | 2   | 0   | 1½  | ½   | 1   | 1½  | 1   | 2½  | 2½  | 1   | 1½  | 1½  | 2   | 1   | 3   | 3½  | 1   | 1   | 1½  | 2½  | 3   |     |     |

Anmerkung: An erster Stelle steht jeweils das Ergebnis des Hinspiels, an zweiter Stelle das des Rückspiels.

## Die Meistermannschaft
| 1.            | Beijing North Olympic                                                      |
| Schachfiguren | Yu Yangyi, Wang Hao, Xiu Deshun, Wang Yiye, Zhao Xue, Wang Jue, D. Harika. |